# دعائم الإسلام

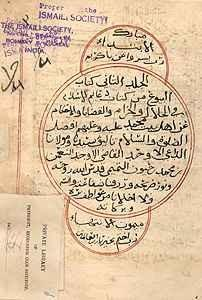
نسخة خطية من كتاب «دعائم الإسلام» - خزانة معهد الدراسات الإسماعيلية.

دعائم الإسلام هو كتاب من تصنيف «ابن حيون» المعروف بـ القاضي النعمان المتوفى 363 هـ ، وهو الكتاب الأساسي في الفقه الإسماعيلي.

## تعريف
شكل الكتاب لدى الدولة الفاطمية مختصرا إسماعيليا شاملا في الفقه. كتب ابن حَيُّون الكتاب تلبية لطلب المعز الفاطمي وكان الظاهر الفاطمي قد أمر الدعاة بحض الناس على حفظه، وجعل لمن يحفظه مكافأة. ولا يزال حتى اليوم متن طائفة «البهرة» في الهند.
ينقسم الكتاب إلى مجلدين الأول منهما يتناول العبادات أو واجبات الدين وفرائضه أما المجلد الثاني فيتعلق بالمعاملات كالطعام والوصايا والميراث والنكاح والطلاق.
ويقول «إسماعيل سامعي» أن الكتاب لا يختلف في المجمل عن كتب الفقه التقليدية المشتهرة مثل موطأ الإمام مالك، إلا في الباب الخاص بالولاية.

## الطبع
طبع الكتاب بتحقیق آصف علي أصغر فيضي، القاهرة، دار المعارف، 1383 هـ / 1963 م.